# FKL
FKL es una fábrica de rodamientos y transmisiones cardán en Serbia y los países de la antigua Yugoslavia. Está situada en Temerin, Serbia.

## Historia
El 18 de noviembre de 1961 fue creada la empresa "Cooperativa de servicios de mecanizado y fabricación" ("METALUM"), con el objetivo de fabricar componentes para vehículos y tractores así como ofrecer servicios en el campo del mecanizado. 
El 3 de febrero de 1965 el nombre de la compañía se modificó a "Factory of roller bearings and cardan shafts, Temerin" o de forma abreviada “FKL”. Desde ese momento el objeto principal de la empresa pasó a ser la fabricación de rodamientos. Fue el inicio del desarrollo de la actividad principal, incorporando los procesos de torneado, tratamiento térmico, rectificado y ensamblaje de rodamientos. La empresa también comenzó a ofrecer servicios de reparación, mantenimiento y análisis de rodamientos. 
Desde 1975 la fábrica está íntegramente dedicada a la fabricación de rodamientos y transmisiones cardan. Entre 1980 y 1990 crece rápidamente con la adquisición de nuevo equipamiento. Durante este periodo se incorporan máquinas CNC así como centros de mecanizado. 
En el año 1986 la fábrica se traslada a unas nuevas instalaciones en la zona industrial de Temerin, donde se ubican dos plantas de producción con un total de 25000 m². 
Entre 1987 y 1988 se pone en funcionamiento una línea AICHELIN de tratamiento térmico. En el año 1990 FKL se transforma en una sociedad anónima. 
A partir de 2009 se inicia un proceso de privatización. En 2015 se completa la privatización, hoy en día FKL es una empresa totalmente privada. 
En 2017, FKL se convierte en el proveedor principal de rodamientos de la empresa "Combine harvester factory Rostselmash, Llc ", en Rusia. En 2018, FKL pasa a ser una sociedad limitada.

## FKL hoy
FKL es una empresa especializada en la fabricación de rodamientos y componentes para maquinaria agrícola. Es una de las pocas fábricas de rodamientos que integra todo el proceso productivo, incluyendo mecanizado, tratamiento térmico, rectificado, fabricación de jaula y ensamblaje. La compañía cuenta con unos 700 empleados y el 90% de su producción se exporta a nivel mundial, principalmente a la Unión Europea, Rusia, Ucrania, EE.UU, Nueva Zelanda, Turquía y Egipto. El programa de fabricación de FKL incluye más de 5000 variantes de rodamientos de distintos tipos y características. La empresa cuenta con las certificaciones ISO 9001:2015, ISO 14001:2015, OHSAS 18001:2007. FKL está en constante desarrollo de nuevos productos, mejorando los procesos tecnológicos y todos sus recursos. Además colabora con el Municipio de Temerin, la Cámara de Comercio de Serbia y el Instituto Lukijan Musickiool, donde gracias a la educación dual, los estudiantes adquieren conocimientos en operaciones de procesado de metales. FKL participa además en el proyecto “Tempus” en cooperación con la Facultad de Ingeniería Mecánica de la Universidad de Belgrado, y ha publicado un manual titulado "Processing Technology and Machining Systems for Turning and Grinding" en colaboración con profesores de la Facultad de Ciencias Técnicas de Novi Sad.

## FKL Programa de fabricación
1) Programa de fabricación estándar:
- rodamientos insertos (programa Y);
- rodamientos rígidos de bolas;
- carcasas de fundición gris y hierro dúctil;
- soportes con rodamiento.

2) Programa de fabricación especial para maquinaria agrícola
- rodamientos para gradas de disco;
- rodamientos para sembradoras;
- rodamientos para empacadoras;
- rodamientos para cosechadoras;
- rodamientos de embrague;
- otros rodamientos especiales.

3) Programa de transmisiones cardan para
- maquinaria agrícola;
- industria;
- automoción.